# Vicentico Valdés
Vicente Valdés Valdés (* 10. Dezember 1919 in Havanna; † 26. Juni 1996 in New York City), bekannt als Vicentico Valdés, war ein kubanischer Sänger.

## Leben und Wirken
Valdés begann seine musikalische Laufbahn als Mitglied des Septeto Nacional, Cheo Belén Puigs Charanga und des Orquesta Cosmopolita. 1944 ging er nach Mexiko, wo seine ersten Aufnahmen entstanden, zwei Jahre später nach New York, wo er u. a. mit Chico O’Farrill, Mario Bauzá, Panchito Reset, Orlando Vallejo, Antonio Machín und Fernando Storchs Conjunto Caney auftrat.
Zahlreiche Aufnahmen entstanden mit den Orchestern Noro Morales’ (1947) und Tito Puentes (1949). 1953 nahm er mit der Sonora Matancera in Havanna auf. Ab 1954 leitete er in New York ein eigenes Orchester, mit dem ab 1957 mehrere Alben veröffentlicht wurden, auf denen er als Sänger herausgestellt wurde. Mit Puente entstand noch das Album Tito Puente Swings and Vicentico Valdes Sings, das 1962 erschien. Berühmt wurde er mit den Boleros En la imaginación, Deja que siga sola und Tú dominas. Zu seinem Repertoire gehörten Kompositionen von Alberto Vera, Marta Valdés, René Touzet, Armando Peñalver, Luis Yáñez, Jorge Zamora, José Antonio Méndez, Ángel Díaz und anderen. 1958 war er an der Kompilation El disco de oro beteiligt. Auch seine Brüder Alfredo, Marcelino und Oscar Valdés sen. wurden als Musiker bekannt.